# Кахексија
Кахексија (од грчкe речи καχεξια, која је кованица од κακος, „лош“ и εξις, „стање“ ) је синдром изазван поремећјим који карактеруше губитак телесне тежине, губитак мишића, умор, слабост и значајан губитак апетита који нема никакав анористички узрок. 

## Дефиниција
Идентификација, лечење и истраживање кахексије су историјски биле ограничене недостатком широко прихваћене дефиниције кахексије. Тек  2011. године, међународна група за консензус усвојила је дефиницију кахексије као...
...мултифакторског синдрома дефинисаног прогресивним губитак телесне масе који се не може поништити исхраном, јер чак и када би оболели појединац конзумирао више калорија, телесна маса би се и даље губила, што указује на присуство примарне патологије болести.
Кахексија се разликује од губитка тежине због потхрањености од малапсорпције, анорексије нервозе или анорексије због великог депресивног поремећаја. Губитак тежине због неадекватног уноса калорија генерално узрокује губитак масти пре губитка мишића, док кахексија узрокује претежно губитак мишића. Кахексија се такође разликује од саркопеније, или губитка мишића повезаног са старењем, иако они често коегзистирају. 

## Историја
Енглески офталмолог Џон Закарија Лоренс је први употребио термин „карциномска кахексија“, и то 1858. године. Он је ову фразу применио за хроничну исцрпљеност повезану са малигнитетом. Тек 2011. године је термин „кахексија повезана са раком“ добио формалну дефиницију, у публикацији Кенета Феарона, који је кахексију дефинисао као... ...мултифакторски синдром који се карактерише прогресивним губитком скелетних мишића (са или без губитка масне масе) који се не може потпуно поништити конвенционалном нутритивном подршком и доводи до прогресивног функционалног оштећења“.

## Патофизиологија
Тачан механизам по коме ове болести изазивају кахексију је слабо схваћен, али вероватно постоји улога инфламаторних цитокина , као што су фактор некрозе тумора-алфа (који је такође назван 'кахексин'), интерферон гама и интерлеукин 6 , као и протеолитички фактори које лучи тумор.
Чини се да они који пате од поремећаја у исхрани, као што је анорексија нервоза , имају повишен ниво грелина у плазми . Ниво грелина се такође налази код пацијената са кахексијом изазваном раком. 

## Етиологија
Кахексија се јавља код пацијената са канцером, АИДС-ом,  Алцхајмеровом болешћу (у узнапредовалом стадијуму), хроничне опструктивне болести плућа, мултипле склерозе, срчане инсуфицијенције, туберкулозе, породичне амилоидне полинеуропатији, тровања гадолинијумом, малапсорпцији и поремећаја хормона.

### Рак
Кахексија се често налази код терминално болесних пацијената са раком и у овом контексту се назива кахексијом рака. Отприлике 50% свих пацијената оболелих од рака пати од кахексије. Они са раком горњег гастроинтестиналног тракта или панкреаса имају највећу стопу развоја кахектичких симптома. Овај проценат расте на 80% код терминално болесних пацијената од рака.  Поред повећања морбидитета и морталитета , погоршања нежељених ефеката хемотерапије и смањења квалитета живота , кахексија се сматра непосредним узроком смрти за око 22% до 40% пацијената са раком . 
Кахексија код рака је узрокована:
- неопластичном инфилтрацијом у организму,
- повраћањем,
- хемотерапијом или радиотерапијом,
- јаким болом или тешком депресије,
- лошим одговором организма на тумор кроз континуирано ослобађање цитокина као што су ТНФ , ИФН, ИЛ-1, ИЛ-6.

Сви побројани узрочници изазивају реапсорпцију протеина, липида, угљених хидрата, пурина из мишића и масног ткива, што доводи до губитка телесне тежине.
Симптоми кахексије код рака укључују прогресивни губитак тежине и исцрпљивање залиха масног и мишићног ткива . На ово стање треба посумњати ако дође до нехотичног губитка тежине више од 5% тежине пре болести у периоду од шест месеци. Традиционални терапијски приступи, као што су стимуланси апетита, антагонисти 5-ХТ3, суплементација нутријентима и селективни инхибитори ЦОКС-2 , нису успели да покажу успех у преокретању метаболичких абнормалности уочених код кахексије рака. 

### Друге патологије
Пацијенти са конгестивном срчаном инсуфицијенцијом могу искусити кахектички синдром. Коморбидитет кахексије се може видети код пацијената који имају било коју од болести класификованих у хроничне опструктивне плућне болести.  
Кахексија је такође повезана са узнапредовалим стадијумима хроничне бубрежне инсуфицијенције, цистичном фиброзом, мултиплом склерозом, болестима моторних неурона, Паркинсоновим синдромом, деменцијом, АИДСи других прогресивних и дегенеративних болести.  
Повезани синдроми укључују квашиоркор и маразмус, иако они немају увек основну узрочну болест и чешће су симптоми тешке потхрањености.
Иако је један део кахектичних појединаца саркопенично, већина саркопеничних појединаца се не сматрају кахектичнима. Саркопенија је један од елемената предложене дефиниције кахексије, а недавно је EWGSOP друштво које подржава саркопенију, објавиоло консензус који проширује дефиницију кахексије и идентификује релевантна питања о томе како разликовати кахексију и саркопенију.

## Клиничка слика
Пропадање организма је праћено:
- едемом (због хипопротеинемије и других промена хидроелектролитичке равнотеже),
- астенијом,
- диспнејом,
- анорексијом,
- грозницом,
- променама сензора и психомоторном агитацијом.

Ово је озбиљно стање и они који га доживе виде да се њихов ризик од умирања од основне болести драматично повећава. 
Кахексија физички слаби пацијенте до стања непокретности које је резултат губитка апетита, астеније и анемије, а одговор на стандардни третман је генерално разочаравајући.  Кахексија укључује и саркопенију као део овог стања.

## Дијагноза
Кахексија може бити знак различитих основних стања, па када се пацијент појави са овим стањем, лекар генерално разматра могућност присуства тумора, метаболичке ацидозе (смањена синтеза протеина и повећан катаболизам протеина), одређених заразних болести (нпр. туберкулоза и АИДС), хроничног панкреатитиса и одређених аутоимуних болести или зависности од амфетамина .

## Терапија
Лечење или управљање кахексијом зависи од узрока, укупне прогнозе и других фактора повезаних са пацијентом. Ако је могуће и прихватљиво, лече се реверзибилни узроци и патологије које су га изазвале.  Нефармаколошке терапије за које се показало да су ефикасне код кахексије изазване раком укључују саветовање о исхрани, психотерапеутске интервенције и тренинг вежбања. 
У Европи, препоручени третман је комбинација исхране, терапије лековима и терапије без лекова.  Стероиди могу бити од помоћи код кахексије канцера, али се њихова употреба препоручује у трајању од максимално 2 недеље како би се избегли нежељени ефекти.  Прогестини као што је мегестрол ацетат су опција за лечење рефракторне кахексије која се манифестује анорексијом као истакнутим симптомом .  Остали лекови који су коришћени или се истражују у терапији кахексије, али за које недостају убедљиви докази који би потврдили њихову ефикасност или безбедност, и стога се генерално не препоручују, укључују:
- антагонисти талидомида и цитокина,
- канабиноиди,
- омега-3 масне киселине, укључујући еикозапентаенску киселину (ЕПА),
- нестероидни антиинфламаторни лекови,
- грелин,
- селективни модулатори андрогених рецептора,
- ципрохептадин,
- хидразин

У неким земљама је дозвољена употреба медицинског канабиса . 
Нема довољно доказа који подржавају употребу рибљег уља за лечење кахексије повезане са узнапредовалим раком. 